# John Galliquio
John Galliquio (n. 1 decembrie 1979) este un fotbalist peruan care evoluează la clubul Club Universitario de Deportes. În sezonul 2007-2008 a jucat în Liga I, pentru Dinamo București.